# Mendoza (Schiff, 1920)
Die Mendoza war ein 1920 in Dienst gestelltes Passagierschiff der französischen Reederei Société Générale de Transport Maritimes, das für den transatlantischen Linienverkehr gebaut wurde. Das Schiff wurde 1941 von Großbritannien als Prise genommen und fortan unter britischer Flagge als Truppentransporter verwendet, bis es am 1. November 1942 von dem deutschen U-Boot U 178 versenkt wurde. Dabei kamen bis zu 150 Menschen ums Leben.

## Als Passagierschiff
1919 beauftragte die französische Reederei Société Générale de Transports Maritimes à Vapeur (SGTM), die ihren Sitz in Marseille hatte, die Bauwerft Swan, Hunter & Wigham Richardson, Ltd. in Walker-on-Tyne (England) mit dem Bau von zwei neuen Passagierschiffen. Am 6. Februar 1920 lief als erstes die Mendoza (8285 BRT) vom Stapel, der am 9. Mai 1921 das Schwesterschiff Alsina (8604 BRT) folgte. Die Fertigstellung der Mendoza erfolgte im Oktober 1920.
Beide Schiffe hatten jeweils zwei Schornsteine und zwei Masten und wurden von je zwei Dampfmaschinen angetrieben, die auf zwei Propeller wirkten. Die Höchstgeschwindigkeit lag bei 15 Knoten (27,8 km/h). Die Mendoza wurde für den Passagierverkehr von Marseille nach Argentinien und Brasilien eingesetzt.

## Als Truppentransporter
Am 18. Januar 1941 wurde die Mendoza, die inzwischen von der Vichy-Regierung kontrolliert wurde, 60 Meilen östlich von Montevideo von dem britischen Hilfskreuzer HMS Asturias (Kapitän Hubert H. Ardill) aufgebracht. Das Schiff wurde nach Freetown gebracht, wo es am 1. Februar eintraf. Anschließend wurde es dem britischen Ministry of War Transport (MoWT) unterstellt und fortan als Truppentransporter genutzt. Das MoWT übergab die Mendoza dem Management der Reederei Blue Funnel Line.
Am 1. März 1941 lief das Schiff zu seiner ersten Fahrt unter britischer Flagge aus. Dabei fuhr es als Teil des aus 56 Schiffen bestehenden Konvois SL-67. Am 4. März wurde der Geleitzug von einem deutschen U-Boot angegriffen und verlor fünf Handelsschiffe. Die Mendoza blieb unbeschädigt.

## Versenkung
Am Montag, dem 26. Oktober 1942 legte die Mendoza unter dem Kommando von Kapitän Basil T. Batho in Mombasa (Kenia) zu einer Überfahrt nach Durban (Südafrika) ab. An Bord waren 147 Besatzungsmitglieder, sechs Kanoniere und 253 Passagiere, darunter Angehörige von Militär und Marine. Außerdem waren 287 Postsäcke an Bord. Die Bitte um Geleitschutz war abgelehnt worden, obwohl die Mendoza eine große Anzahl an Passagieren an Bord hatte und die veralteten Maschinen nur noch zu einer Höchstgeschwindigkeit von neun Knoten fähig waren. Daher lief das Schiff allein aus.
Am Sonntag, dem 1. November 1942 um 15.33 Uhr wurde die nicht eskortierte Mendoza etwa 70 Meilen nordöstlich von The Bluff, einem Vorort von Durban, in der Backbordseite des Hecks von einem G7-Torpedo getroffen. Der Torpedo war von dem deutschen U-Boot U 178 abgeschossen worden, das sich unter dem Kommando von Kapitän zur See Hans Ibbeken auf Feindfahrt befand. Ibbeken hatte bereits um 15.00 Uhr zwei Torpedos abschießen lassen, die aber beide daneben gegangen waren.
Kapitän Batho befahl alle zu den Rettungsstationen und Passagiere und Crew fanden sich bei den ihnen zugewiesenen Rettungsbooten ein. Da Wasser durch geborstene Leitungen in den Maschinenraum eindrang, ordnete der Obermaschinist G. B. Crossley das Schließen aller Ventile und den Einsatz der Pumpen an. Kapitän Batho inspizierte achtern den angerichteten Schaden und stellte fest, dass durch die Explosion die beiden Propeller und das Ruder vom Schiffsrumpf abgesprengt worden waren und dass die Mendoza über das Heck sank. Dies bewog ihn dazu, das Verlassen des Schiffs anzuordnen. Von den zwölf Rettungsbooten waren zwei durch die Explosion so schwer beschädigt worden, dass sie nicht mehr zu Wasser gelassen werden konnten. Die übrigen zehn wurden klargemacht.
Noch bevor alle Passagiere und Besatzungsmitglieder von Bord waren, wurde die Mendoza um 16.00 Uhr an Backbord von einem Fangschuss getroffen, der wiederum eine heftige Explosion auslöste und Flammen, Rauch und Trümmer in die Luft wirbelte. Die noch an Bord Verbliebenen sprangen ins Wasser und wurden von den bereits frei schwimmenden Booten gerettet. Kurz danach sank die Mendoza mit dem Heck voran auf der Position 29° 20′ S, 32° 13′ O (Grid KP 8611).
Kapitän Batho hielt die Boote in der folgenden Nacht zusammen, bis kurz nach Tagesanbruch am 2. November das amerikanische Schiff Alava die Unglücksstelle erreichte. Trotz schwerer See konnten die Schiffbrüchigen an Bord genommen werden. Als Kapitän Batho aus seinem Rettungsboot kletterte und die Schiffsleiter hinaufsteigen wollte, rutschte er aus und wurde zwischen der Bordwand der Alava und dem Rettungsboot eingedrückt. Entweder bewusstlos oder bereits tot trieb er ab und konnte nicht mehr gerettet werden.
Die Überlebenden wurden von der Alava und dem bewaffneten südafrikanischen Walfänger HMSAS Nigel nach Durban gebracht. Angaben über die Zahl der Opfer differieren. Während das Ministry of War Transport die Zahl mit 34 angab, wird in anderen Quellen von 26 (20 Crewmitglieder, drei Kanoniere, drei Passagiere) berichtet. Die überwiegende Anzahl der Berichte geht davon aus, dass 28 Besatzungsmitglieder und 122 Passagiere umkamen, insgesamt 150 Menschen. Der Grund für die Diskrepanzen ist nicht bekannt.